# Пароција
Пароција или персијско гвоздено дрво (Parrotia persica (DC.) C.A.Mey.) је врста коју је први описао француски ботаничар де Кандол (Augustin Pyrame de Candolle) 1830. године као Hamamelis persica. Годину дана касније Карл Антон Мејер (Carl Anton Meyer) издвојио је пароцију у посебни род преименујући је у Parrotia persica у част немачко руског природњака и путника Парота (Johann Jacob Friedrich Wilhelm Parrot), који је био први Европљнин који се попео на планину Арарат. Од 1840. год. пароција се гаји у Русији, а у ботаничкој башти Кју Гарденс (Kew Gardens) од 1841. Азербејџански назив је dəmirağac (демир-агач) и значи гвоздено дрво.

## Ареал и станиште
Од пет флористичких региона Ирана, пароција се од природе јавља само у једном – античкој Веркани (Хирканији); данас то су провинције Гилан, Мазандаран и Голестан на северу Ирана јужно од Каспијског језера. Ареал захвата и запад Туркменистана. Расте на падинама Алборз планина до 900 m. н. в. На стрмим падинама пароција гради шуме у асоцијацији са Carpinus betulus, док најнижи спрат граде Cyclamen elegans, Hypericum androsaemum, Primula heterochroma и Epimedium pinnatum.

## Опис
У роду постоји само једна врста – Parrotia persica (DC) C. A. Mey. То је листопадни, разгранати жбун или мање дрво које на природним стаништима може да достигне висину до 25 m и ширину до 15 m (у култури знатно мање). Кора је танка, љуспа се у неправилним комадима, слично кори платана. Гранчице су маслинасто зелене до смеђе, оскудно праменасто длакаве или голе, са светлијим разбацаним лентицелама. Пупољци спирално распоређени, приљубљени уз изданак, издужени или овално конични, тупог врха, тамномрки, густо обрасли длачицама.
Листови су обрнуто јајасти до округласти, дуги 6-10 cm, на врху тупи, при основи срцасти, изнад средине грубо назубљени, с лица тамнозелени, на наличју светлији, са обе стране звездасто длакави, у јесен попримају различите нијансе, од златно жуте до тамноцрвене. Бочни нерви листова су прави и отклоњени под оштрим углом у односу на централни нерв. Приперци су копљасти. Петељка листа је кратка, дужине 2-6 mm.
Цветови су двополни, жућкасти, мали, смештени у бочним, збијеним, кугластим класићима који су окружени љуспастим маслинасто црвеним и густо длакавим прицветним листићима. Чашица са 5-7 заобљених латица, круница изостаје, прашника колико и чашичних листића са изразито црвеним антерама. Цветови се јављају у рано пролеће (фебруар, март), пре листања.
Плод је широко јајаста или округласта одрвенела дводелна чаура, покривена звездастим длачицама, у зрелом стању се отвара уздужним шавом и из ње испадају два семена. Семе је црно, сјајно, издужено капљичастог облика са неправилним округластим ожиљком у заобљеној основи.

## Биоеколошке карактеристике
За успешан развој тражи влажнa и топлa станишта. Сматра се неотпорном на хладноћу. У условима Украјине измрзавају надземни делови. Издржава до −25°C. Живи до 200 година.

## Хибридиикултивари
Упркос веку и по узгајања, радови на селекцији и хибридизацији пароције били су ограничени. x Sycoparrotia semidecidua P.K.Endress & Anliker је међуродовски хибрид са далекоазијском сродном врстом Sycopsis sinensis Oliver. Овај хибрид је прилично редак а ван контролисаних услова слабо опстаје.
Веома успешан унутарврсни таксон пароције је жалосни култивар 'Pendula' са компактном грациозном висећом круном посебно ујесен када се колоритној кори придружеју и боје листова.
Други познати култивар је 'Vanessa' са хабитусом дрвета више од основне форме. То је холандска селекција из средине осме деценије XX века 'Vanessa' је мало дрво, овалне широке круне и изразито декоративних јесењих боја листа па је идеалан за садњу у парковима или вртовима.
Постоје и култивари 'Horizontalis' са полувисећим, широко положеним гранама и 'Select' код кога су млади листови са љубичастим маргинама.

## Размножавање
Као и многи други припадници фамилије Hamamelidaceae, пароција се врло лако ожиљава, али изданци се формирају тек после презимљавања. Поред размножавања резницама, пароција се може размножавати и обичним полегањем и калемљењем на сопствене подлоге или на Hamamelis virginiana.
Лако се размножава семеном, али је клијање споро и може потрајати и до 18 месеци. Семе пароције показује дормантност и захтева третман од 5 месеци топле стратификације и затим 3 месеца хладне стратификације после чега долази до клијања.

## Примена
Поред пожељног хабитуса, атрактивне коре и колорита јесењих листова, отпорност на болести и штеточине и добра адаптибилност на услове урбане средине, чине пароцију веома цењеном у хортикултури и пејзажној архитектури па је треба више користити у пракси.
Пароција углавом захтева врло мало орезивања или јој орезивање уопште није потребно. Формирање репрезентативног узорка, међутим, нпр. за солитерну садњу, подразумева орезивање када садница достигне висину од око 2 m, што даје добар изглед у зрелом добу.
Многи хортикултуристи сматрају да је персијско гвоздено дрво интересантно током сваке сезоне. Иако су у марту цветови приметни само изблиза, јер немају латица, густи скупови црвених прашника стварају диван контраст са маљавим брактејама чоколадне боје – комбинација боја која је одлична за ране пролећне аранжмане. При олиставању листови су црвенкасти, али временом добијају живу зелену боју. Јесење боје пароције су мешавина боја – светлоцрвене, браонкасто црвене, наранџасте, жуте и розе. Испод листова се налази разгранато дебло прекривено фином ишараном кором. Као и код већине дрвећа код којих се јавља љуспање коре, ова особина није толико уочљива код младих стабала колико код старијих код којих је у неправилним љуспама – беж, жућкасто смеђа, сребрнасто сиве и сребрнасто браон боје. Најинтензивније се љуспа у току јесени.
Успешно се гаји у вртовима и парковима у низијама континенталних крајева. Сади се појединачно или у мањим групама.
Познати су уметнички предмети од дрвета пароције. Због чврстине употребљава се за држаље секира, подове и различите столарске производе иако је цена дрвета пароције неколико пута скупља од дрвета сличних врста.